# Эдинбургская бизнес-школа
Эдинбургская бизнес-школа (англ. Edinburgh Business School, EBS) — профильное образовательное учреждение; высшая школа бизнеса Университета Хериота-Уатта. Школа основана в 1990 году.
Университет Хериота-Уатта, частью которого является Школа, — восьмой из старейших университетов среди учебных заведений Великобритании. Университет удостоен Королевской хартии, а также признан Министерством образования США.
Диплом Эдинбургской бизнес-школы признается во всем мире. В 2010 году рейтинг «Лучшие МВА программы дистанционного обучения» газеты «Financial Times» признал программу МВА Эдинбургской Бизнес Школы первой в мире по масштабам. Ранее, с 2003 и ежегодно с 2006 по 2009 в том же рейтинге программа МВА Эдинбургской бизнес-школы занимала второе место.

## Британская программа МBA в Киеве
Эдинбургская бизнес-школа на платформе House of Knowledge с 2009 года дает возможность украинским топ-менеджерам и управленцам получить международную степень МВА, без необходимости оставлять бизнес и семью для обучения за рубежом.
Хотя школа всемирно известна своими программами дистанционного обучения, для более глубокого освоения материалов украинские студенты приезжают  в Киев два раза в месяц на выходных и обучаются в классах вместе с тьюторами.  После успешного завершения программ управленцы, топ-менеджеры, предприниматели получают британский диплом и степень магистра бизнес-администрирования, что позволяет представлять себя не только на украинском, но и на международном рынке.
Баланс между личной жизнью, скоростью обучения, возможностями человека и его бизнес-потребностями - это то, что является краеугольным камнем в Эдинбургской бизнес-школе, поэтому обучение здесь очень комфортно для топ-менеджеров в разгаре карьеры. Уже более 220 профессионалов из разных городов Украины получили степень магистра бизнес-администрирования.
Весь учебный процесс происходит по стандартизированной программе - как в Эдинбурге, так и в других городах и странах, где представлена Школа. Во всем мире участники программ сдают одинаковые экзамены в одно и то же время.

## Executive MBA
Для руководителей и бизнесменов высшего звена, а также частных предпринимателей, нуждающихся в бизнес-образовании.
Украинские выпускники и студенты программы - ведущие специалисты, топ-менеджеры, владельцы известных международных и локальных компаний из всех сфер бизнеса: агро-сектор, FMCG, фармацевтика, IT, юридическая и банковская сферы, производство и т.п.

### Количество курсов и особенности обучения на британском МBA
Прохождение классической программы МВА формата Executive состоит из 9 курсов и охватывает 3 фундаментальные сфере управления бизнесом: финансовые решения для бизнеса, развитие и управление человеческим капиталом и стратегическое управление бизнесом. Набор на программу / курсы осуществляется два раза в год. Каждый курс MBA-программы длится 2,5 месяца и завершается экзаменом.
- В Киеве обучение проходит в формате blended language - школа бизнеса предоставляет материалы на английском и русском языках. Также позволяет учиться и сдавать экзамены другими рабочими языками ООН: испанском, арабском и китайском.
- Студенты обучаются по семестрам, выбирая самостоятельно курсы МБА, которые они хотят пройти именно сейчас. Семестра начинаются соответственно в конце февраля и в середине сентября.
- В течение семестра студенты учатся как самостоятельно, так и в классах в Киеве. По желанию студент/ка из Украины может продолжать обучение и в других кампусах - в Малайзии, ОАЭ, Швейцарии и, конечно, Эдинбурге - хабы программы присутствуют в 24 странах мира.
- В течение семестра два раза в месяц на выходных студенты проходят материалы курсов и решают кейсы с опытными тьюторами в киевском кампусе.

### Продолжительность обучения
Обучение по программе MBA длится от 2 лет, в зависимости от возможностей студента и с учетом его личного графика.
Школа рекомендует прохождения всей программы в течение 2,5 лет, но студент не ограничен/а этим термином - индивидуальный маршрут обучения строится под нужды студента и его / ее бизнеса. В том числе, студенты могут делать перерывы и возобновлять учебу, когда удобно и есть возможность. Студенческий билет британского университета действует в течение 7 лет.
Экзамены проводятся в июне и декабре, проходят по глобальным стандартам Эдинбургской бизнес-школы и администрируются независимым модератором — British Council.
Летом участники по запросу посещают кампус Эдинбургской бизнес-школы в Великобритании. В программе, которая отдельно согласовывается, — специальные семинары, бизнес-экскурсии в компании Соединенного Королевства, культурные мероприятия.

### Курсы, входящие в программу Executive MBA
- Экономика для бизнеса
- Принятие финансовых решений
- Стратегический маркетинг
- Организационное поведение
- Управление проектами
- Стратегическое планирование
- Переговоры
- Управление человеческими ресурсами
- Лидерство: теория и практика

Структура программы, длительность и курсы могут быть изменены в соответствии с требованиями университета Гериот-Уатт.
Все курсы разработаны в Британии в Эдинбургской бизнес-школе и являются составляющими классической программы MBA. Дополнительно школа предлагает практические семинары и мастер-классы, которые помогут овладеть инструментарием для работы.

### Вклад в развитие украинской бизнес-среды
Преподаватели, тьюторы, студенты и выпускники школы активно развивают украинское бизнес-сообщество. Бизнес-школа постоянно инициирует полезные вебинары, лекции и проекты с участием ведущих экспертов, чтобы делиться приложениями знаниями и ускорить развитие украинского бизнеса и его интеграцию в европейский и мировой рынок.